# Dead End (película de 2003)
Dead End (Atajo al infierno) es una película de terror de 2003 dirigida por Jean-Baptiste Andrea y Fabrice Canepa. El rodaje tuvo lugar en Los Ángeles.

## Argumento
En la Nochebuena, Frank Harrington (Ray Wise) está conduciendo con su familia compuesta por su esposa Laura (Lin Shaye), su hijo Richard (Mick Cain) y su hija Marion (Alexandra Holden) y su novio Brad (Billy Asher), hacia la casa de la madre de Laura para celebrar la noche de Navidad. Frank decide tomar un atajo por una carretera secundaria desconocida, donde los terribles acontecimientos siguen a su familia tras un accidente breve al quedarse Frank dormido al volante.
Se encuentran con una misteriosa mujer de blanco (Amber Smith) vagando por el bosque con su bebé, dejando una estela de muerte. Además, un coche negro - con un conductor invisible - se lleva a las víctimas en el corazón de la noche. Por otra parte, todos los puntos de señalización de la carretera marcan un destino al que nunca llegan. El letrero dice: "Marcott", y el padre presume diciendo que se trata de una base naval, y por eso el camino no lo marca en el mapa.
La familia sucumbe al pánico y la locura, y los secretos profundamente enterrados salen a la superficie. Para ellos, la Navidad se ha convertido en una tragedia, y la mayor parte de la familia Harrington muere en el proceso. Cada vez que un miembro de la familia muere, se encuentran en el asiento trasero de un vehículo negro que aparece en la distancia, y, finalmente, Marion era la única superviviente. Pero se despierta asustada en el hospital y se da cuenta de que todo era una pesadilla, que todo lo había creado su mente. Lo que realmente paso es que desde un principio Frank, el padre de familia se había quedado dormido en el volante, como en el principio de la película. Chocan con el coche que venía de frente. En realidad, la mujer de blanco con su bebé eran los víctimas. El coche negro era de la persona que les había ayudado en el accidente de coche y "Marcott" el nombre de la médica que atiende a Marion en el hospital. En la última escena de la película, los trabadores de limpieza encuentran una nota en la carretera que había escrito Frank en el sueño.

## Premios y nominaciones
- 2004 - Fantasporto - Fantasy Award Internacional de Cine - único candidato
- 2004 - Comedia Festival de Cine de Peñíscola - Mejor Actriz (Lin Shaye) - Ganador
- 2004 - Comedia Festival de Cine de Peñíscola - Mejor Ópera Prima - Ganador
- 2003 - Festival Internacional de Cine Fantástico de Bruselas de - Gran Premio del Cine Fantástico Europeo en Plata - Ganador
- 2003 - Festival Internacional de Cine Fantástico de Bruselas de - Premio del Público Pegasus - Ganador
- 2003 - Cinénygma - Luxemburgo Festival Internacional de Cine - Gran Premio de Europa de Cine Fantástico en oro - Nominado sólo
- 2003 - Primer Festival de Cine de Doaui - Premio del Jurado de la Juventud - Ganador
- 2003 - Fant-Asia Film Festival - Premio del Jurado - Ganador
- 2003 - Terror de San Sebastián y el Festival de Cine Fantástico - Premio del Público - Ganador